# Baron Mowbray

Wappen des amtierenden Baron Mowbray

Baron Mowbray ist ein erblicher britischer Adelstitel in der Peerage of England.

## Verleihung
Der Titel wurde am 28. Juni 1283 für Roger de Mowbray geschaffen, indem dieser per Writ of Summons ins königliche Parlament berufen wurde. Als Barony by writ ist der Titel auch in weiblicher Linie erblich.
Der 5. Baron erbte 1375 auch den Titel 6. Baron Segrave, der 1295 by writ in der Peerage of England geschaffen worden war. Die Baronien Mowbray und Segrave sind seither vereinigt. 1377 wurde er auch zum Earl of Nottingham erhoben, der Earlstitel erlosch jedoch bei seinem kinderlosen Tod 1382. Die beiden Baronien erbte sein Bruder Thomas de Mowbray. Dieser wurde 1383 zum Earl of Nottingham und 1397 zum Duke of Norfolk erhoben und erbte 1399 den Titel Earl of Norfolk. Beim Tod des 4. Dukes erlosch das Dukedom und die übrigen Titel gingen an dessen Tochter Anne Mowbray über, bei deren Tod um 1481 die Baronien Mowbray und Segrave in Abeyance fielen und die übrigen Titel erloschen. Die Abeyance wurde um 1484 zugunsten von John Howard, 1. Duke of Norfolk beendet. Nachdem dieser in Rosenkriegen gefallen war, wurden ihm seine Titel wegen Hochverrats aberkannt. Die beiden Baronien wurden erst 1553 für dessen Ururenkel Thomas Howard, 4. Duke of Norfolk wiederhergestellt, der 1572 wegen Hochverrats hingerichtet und seine Titel erneut aberkannt wurden. Die beiden Baronien wurden 1604 für dessen Enkel Thomas Howard, 21. Earl of Arundel wiederhergestellt. Beim Tod von dessen Urururenkel, Edward Howard, 9. Duke of Norfolk, am 20. September 1777 fielen die Baronien Mowbray und Segrave erneut in Abeyance. Diese wurde 1878 zugunsten von Alfred Stourton, 20. Baron Stourton beendet. Der Titel Baron Stourton, of Stourton in the County of Wiltshire, war 1448 by writ in der Peerage of England geschaffen worden. Die Baronien Mowbray, Segrave und Stourton sind seither vereinigt.

## Liste der Barone Mowbray (1283)
- Roger de Mowbray, 1. Baron Mowbray († 1297)
- John de Mowbray, 2. Baron Mowbray (1286–1322)
- John Mowbray, 3. Baron Mowbray (1310–1361)
- John Mowbray, 4. Baron Mowbray (1340–1368)
- John Mowbray, 1. Earl of Nottingham, 5. Baron Mowbray (1365–1382)
- Thomas Mowbray, 1. Duke of Norfolk, 6. Baron Mowbray (1366–1399)
- Thomas Mowbray, 4. Earl of Norfolk, 7. Baron Mowbray (1385–1405)
- John Mowbray, 2. Duke of Norfolk, 8. Baron Mowbray (1389–1432)
- John Mowbray, 3. Duke of Norfolk, 9. Baron Mowbray (1415–1461)
- John Mowbray, 4. Duke of Norfolk, 10. Baron Mowbray (1444–1476)
- Anne Mowbray, Duchess of York and Norfolk, 8. Countess of Norfolk, 11. Baroness Mowbray (1472–um 1481), (Titel abeyant um 1481)
- John Howard, 1. Duke of Norfolk, 12. Baron Mowbray (1420–1485) (Abeyance beendet um 1484; Titel verwirkt 1485)
- Thomas Howard, 4. Duke of Norfolk, 13. Baron Mowbray (1538–1572) (Titel wiederhergestellt 1553; Titel verwirkt 1572)
- Thomas Howard, 21. Earl of Arundel, 14. Baron Mowbray (1585–1646) (Titel wiederhergestellt 1604)
- Henry Howard, 22. Earl of Arundel, 15. Baron Mowbray (1608–1652)
- Thomas Howard, 5. Duke of Norfolk, 16. Baron Mowbray (1627–1677)
- Henry Howard, 6. Duke of Norfolk, 17. Baron Mowbray (1628–1684)
- Henry Howard, 7. Duke of Norfolk, 18. Baron Mowbray (1654–1701)
- Thomas Howard, 8. Duke of Norfolk, 19. Baron Mowbray (1683–1732)
- Edward Howard, 9. Duke of Norfolk, 20. Baron Mowbray (1686–1777) (Titel abeyant 1777)
- Alfred Stourton, 23./21. Baron Mowbray (1829–1893) (Abeyance beendet 1878)
- Charles Stourton, 24./22. Baron Mowbray (1867–1936)
- William Stourton, 25./23. Baron Mowbray (1895–1965)
- Charles Stourton, 26./24. Baron Mowbray (1923–2006)
- Edward Stourton, 27./25. Baron Mowbray (1953–2021)
- James Stourton, 28./26. Baron Mowbray (* 1991)